# Cheriton (Kent)
Pour les articles homonymes, voir Cheriton.
Cheriton est une localité du Royaume-Uni située dans le comté du Kent, district de Folkestone and Hythe.